# Shana Williams
Shana Williams (* 7. April 1972 in Bridgeton, New Jersey) ist eine ehemalige US-amerikanische Leichtathletin, die sich auf den Weitsprung spezialisiert hat. Ihren größten Erfolg feierte sie mit dem Sieg bei den Goodwill Games 1998 in New York sowie mit der Silbermedaille bei den Hallenweltmeisterschaften 1999 in Maebashi.

## Sportliche Laufbahn
Erste Erfahrungen bei internationalen Meisterschaften sammelte Shana Williams, die ein Studium an der Seton Hall University absolvierte, bei der Sommer-Universiade 1993 in Buffalo, bei der sie mit 5565 Punkten den siebten Platz im Siebenkampf belegte. 1995 startete sie im Weitsprung bei den Hallenweltmeisterschaften in Barcelona und schied dort mit 6,24 m in der Qualifikationsrunde aus. Im Jahr darauf nahm sie erstmals an den Olympischen Sommerspielen in Atlanta teil und brachte dort in der Vorrunde keinen gültigen Versuch zustande. 1997 gelangte sie bei den Hallenweltmeisterschaften in Paris mit 6,34 m auf den zwölften Platz und im Jahr darauf siegte sie mit 6,93 m bei den Goodwill Games in New York City. Zudem belegte er beim IAAF Grand Prix Final in Moskau mit 6,70 m den sechsten Platz. 1999 gewann sie bei den Hallenweltmeisterschaften in Maebashi mit 6,82 m die Silbermedaille hinter der Russin Tatjana Kotowa und im August gelangte sie bei den Freiluftweltmeisterschaften in Sevilla mit 6,52 m im Finale auf Rang zwölf. 2000 nahm sie erneut an den Olympischen Sommerspielen in Sydney teil und schied dort mit 6,44 m in der Qualifikationsrunde aus. 2001 beendete sie ihre aktive sportliche Karriere im Alter von 29 Jahren.
In den Jahren 1996 und 1999 wurde Williams US-amerikanische Hallenmeisterin im Weitsprung.